# イヤス3世
イヤス3世またはジョシュア3世（Iyasu III、 ゲエズ語：ኢያሱ、在位：1784年2月16日 - 1788年4月24日）はエチオピア帝国・ソロモン朝の皇帝。先代及び次代皇帝はギヨルギス1世（テクレ・ギヨルギス）。

## 生涯
ラス・アベトによって擁立された。その4年間の治世は、ウォルデ・セラシエとラス（諸侯）であるHaile Yosadiqらの争いの中にあった。1788年、貴族によって退位させられ、それから程なくして天然痘で死去した。  